# Mangiadischi

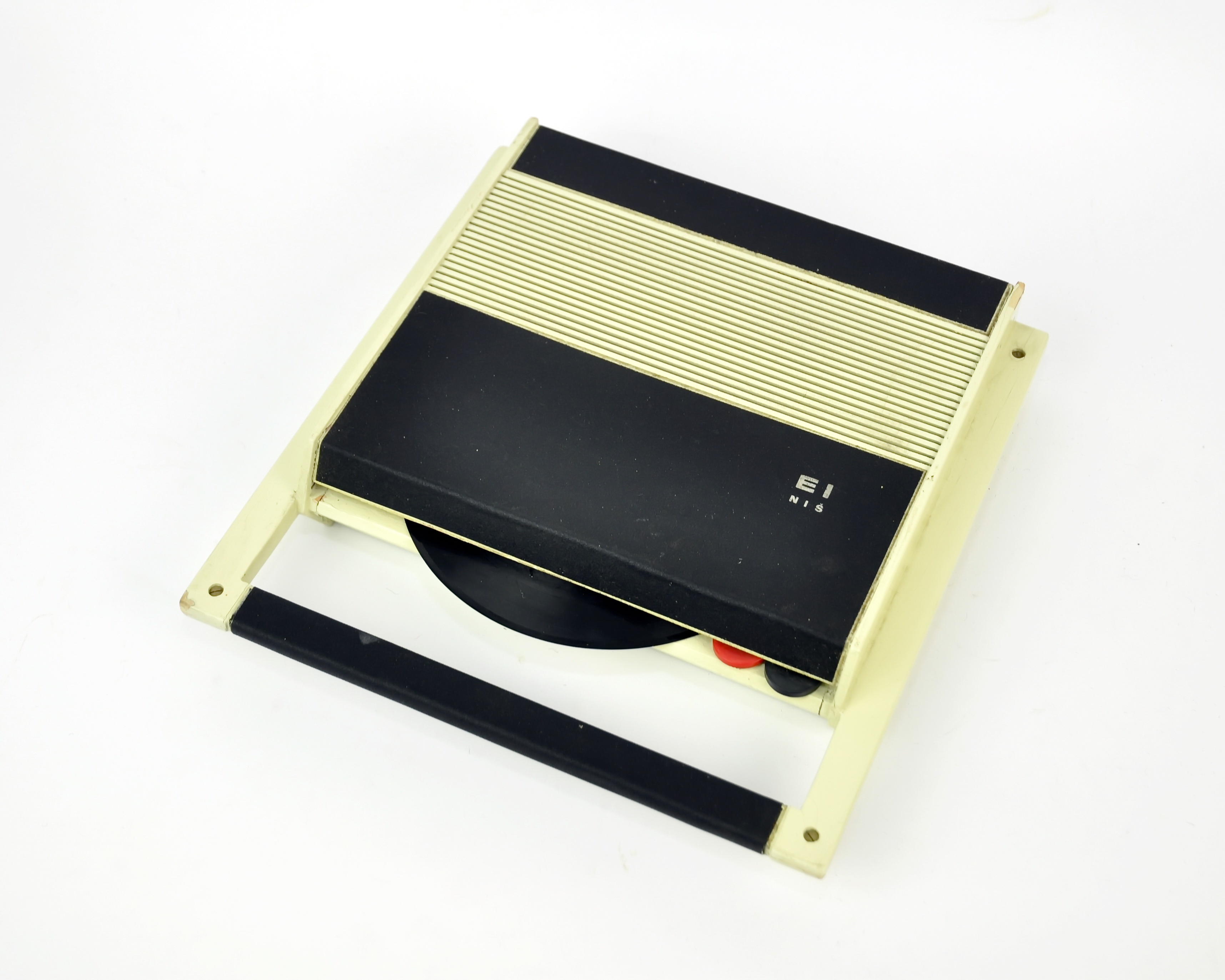
Mangiadischi Dinkel

Con il nome generico di mangiadischi si intende un tipo di giradischi portatile automatico.

## Funzionamento
Il disco in vinile da leggere (in genere nel formato 7") veniva introdotto attraverso una fessura nell'involucro esterno. Un meccanismo interno a molla, sollecitato dell'introduzione del disco, fissava quest'ultimo al piatto, il quale iniziava a ruotare, mentre la puntina si posava sulla superficie del supporto, dando inizio alla riproduzione.

## Supporto
Il formato utilizzato dai "mangiadischi" era il cosiddetto "45 giri", ovvero disco da 7 pollici (178 millimetri di diametro) e velocità di rotazione di 45 giri al minuto.
Alcuni modelli avevano un selettore di velocità che consentiva di leggere anche i dischi da 7 pollici incisi a 33 ⅓ giri ("compact 33").
Altri modelli, come ad esempio il Mady Rad della LESA, erano dotati anche di un sintonizzatore radiofonico, sovente solamente AM.
Altri modelli come il Musicalsound "Penny" possono essere alimentati anche con la corrente di rete.

## Nomi commerciali
Apparecchi più o meno simili erano prodotti da diverse aziende, che offrivano ciascuna uno o più modelli (talvolta comprendenti anche funzioni di radio AM/FM):
- Castel Spring
- Charley
- Europhon "Fonojet"
- Europhon "Fonojet 77"
- Europhon "Rolling"
- Finfood
- Fonmusic "Delfo"
- Fonmusic "Super Delfo R"
- Geloso "Radiophonobox"
- Irradio "Fonette"
- Irradio "Fonorette"
- Irradio "Irradiette"
- Irradio "Mini Irradiette"
- Kosmophon
- Lansay "Buggy"
- Lansay "Penny"
- Lansay "Poncho"
- Lesa "Mady 2"
- Lesa "Mady 3"
- Lesa "Mady 4 Universal"
- Lesa "Madyrad "
- Lesa "Mady Kid"
- Marines
- Minerva "GA45 POP"
- Musicalsound "Penny"
- Pack Son "80 The Soundmaster"
- Pack Son "180"
- Pack Son "MD 1001"
- Pack Son "MD 1002"
- Philips "22 GF 138"
- Philips "Mignon"
- Selimco "Super Mark"
- Sinphonet
- Superla "Personal"
- TRL "Full"
- Wilco "Chicco"
- Wilco "Corallo"
- Wilco "Pepito"